# 詹姆斯·莫里亚蒂 (自行车运动员)
詹姆斯·莫里亚蒂（英語：James Moriarty，2001年6月7日—），澳大利亚男子自行车运动员，8岁时开始练习自行车。他曾代表澳大利亚参加2022年英联邦运动会自行车比赛，获得男子团体追逐赛铜牌。